# Jan Wilmans
Jan Casper Wilmans (Amsterdam, 8 oktober 1914 – Baambrugge, 6 augustus 2005) was een Nederlands politicus van de Partij van de Arbeid. Van 17 september 1963 tot 22 februari 1967 was hij lid van de Tweede Kamer en gedurende zeventien jaar lid van de Provinciale Staten van Drenthe.
Wilmans was van 1937 tot en met 1939 medewerker aan de eerste Volkshogeschool van Nederland, gelegen te Bakkeveen. Hiernaast was hij lid van het bestuur van de Europese Volkshogeschool, voorzitter van de Volkshogeschool "Overcinge" en lid van het hoofdbestuur van de Vereniging tot Stichting van Volkshogescholen. Vanaf 1939 was hij gedurende drie jaar docent lichamelijke opvoeding op drie verschillende middelbare scholen, eerst in Meppel (Drenthe), daarna in Sappemeer en Hoogezand (Groningen). Dit nadat hij van 1934 tot 1939 een opleiding volgde aan de Amsterdamse Academie voor Lichamelijke Opvoeding en daar een onderwijsakte kreeg. Vanaf 1941 was hij rijksconsul voor lichamelijke opvoeding in het middelbaar onderwijs en daarna ook in het kleuteronderwijs. In 1953 werd hij lid van Gedeputeerde Staten van Drenthe voor de Partij van de Arbeid, hetgeen hij tien jaar bleef. Als lid was hij belast met financiën en cultuur. Op 17 september 1963 stapte hij over naar de Tweede Kamer, waar hij bijna vier jaar woordvoerder natuurbehoud, recreatie en sport was. Tevens was hij in die periode voorzitter van de Partij van de Arbeid in het gewest Drenthe. Toen Wilmans ontevreden werd over het beleid bij de Partij van de Arbeid zei hij daar zijn functies op en stapte over naar de Democratisch Socialisten '70. Van 30 oktober 1971 tot 7 april 1973 was hij daar lid van het hoofdbestuur en van 7 april 1973 tot maart 1975 vicevoorzitter. In 1972 was Wilmans kandidaat voor de Tweede Kamer voor de Democratisch Socialisten '70, maar stond uiteindelijk tiende op de kandidatenlijst.
Wilmans zette zich veel in voor de cultuur, met name voor het dansonderwijs. Hij was lid van enkele besturen van dansinstellingen en ook voorzitter van de Centraal Dansberaad.
- Biografisch Portaal: 94255308
- Parlement.com: vg09lld294z1